# 盧基湖
盧基湖（烏克蘭語：Луки），是烏克蘭西北部沃倫州科韋利區的湖泊，長5.3公里，寬2.5公里，面積6.75平方公里，流域面積124平方公里，平均水深2米，最大水深3.2米。